# Peter Moleman

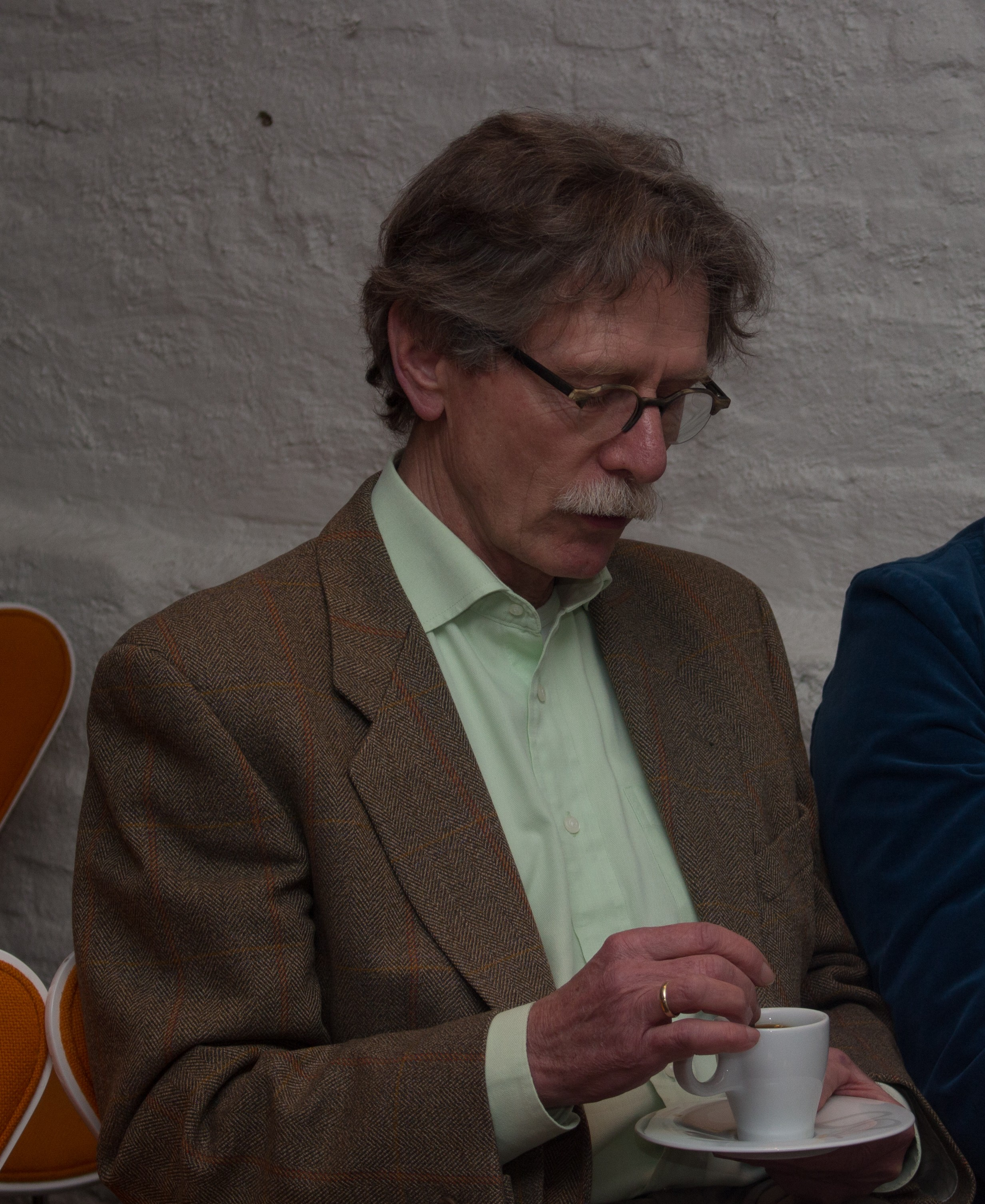
Peter Moleman, 2015

Peter Moleman (1948) is een Nederlandse farmacoloog en van 2004 tot 2009 hoogleraar "Biologische aspecten van de psychopathologie" aan de Radboud Universiteit Nijmegen, die zich heeft gespecialiseerd in de psychofarmacologie. Na zijn pensioen in 2013 heeft hij denkterrein verbreed en noemt zich nu hersenvorser.

## Biografie
In 1977 is Moleman gepromoveerd in de farmacologie aan de Faculteit Geneeskunde van de Erasmus Universiteit Rotterdam. Tussen 1977 en 1991 werkte Moleman op de afdeling psychiatrie van het Academisch Ziekenhuis Rotterdam-Dijkzigt. In 1987 heeft Moleman het bedrijf Moleman Psychopharmacology opgericht. Tussen 1991 en 1997 was hij mededirecteur van de Stichting Instituut voor Patiëntgebonden Psychiatrisch Onderzoek (Stichting IPPO). Moleman is per 1 maart 2004 benoemd tot bijzonder hoogleraar "Biologische aspecten van de psychopathologie" aan de Faculteit der Sociale Wetenschappen van de Radboud Universiteit Nijmegen. Zijn hoogleraarschap werd gefinancierd door Stichting IPPO. In 1987 heeft hij Moleman Research BV en Moleman Psychopharmacology BV opgericht, waarvan hij tot 2013 directeur is geweest.
Moleman was onder meer lid van het European College of Neuropsychopharmacology (ECNP), het Interdisciplinaire Genootschap voor Biologische Psychiatrie, de Nederlandse Vereniging voor Psychiatrie en de Nederlandse Vereniging voor Biofarmacie en Klinische Farmacologie.

## Werk
Molemans expertise ligt op het gebied van angststoornissen, antidepressiva, depressies, geneesmiddelen (psychofarmaca) en psychische aandoeningen. Moleman is vooral geïnteresseerd in "de vraag welke patiënten het beste met antidepressiva behandeld kunnen worden en voor wie een andere aanpak geschikter is, met name welke (persoonlijkheids)kenmerken bepalen op welk geneesmiddel iemand goed reageert".

## Psychopharmacology
Het in Amerongen gevestigde bedrijf Moleman Psychopharmacology was een kenniscentrum gericht op de toepassing van psychofarmaca in de psychiatrie in al zijn aspecten. Het bedrijf was  vooral gericht op (na)scholing voor psychiaters en paramedici. Samen met Prelum Uitgevers heeft Moleman het psychofarmacologische nascholingstijdschrift Psyfar opgericht, dat vier keer per jaar verschijnt. Samen zijn ze tevens in 2007 het jaarlijkse “Nationaal congres farmacotherapie in de psychiatrie” begonnen.

## Huidige bezigheden
Sinds 2013 heeft hij meer dan 100 boeken en vele honderden wetenschappelijk artikelen bestudeerd over hoe de hersenen werken. De ontwikkelingen in de neurowetenschappen beschrijft hij in blogs op zijn website.

## Publicaties
Moleman heeft vele tientallen publicaties op zijn naam staan onder andere in wetenschappelijke tijdschriften als Nature, The Lancet, Archives of General Psychiatry, (nu JAMA Psychiatry), American Journal of Psychiatry en Journal of Clinical Psychiatry.
Boeken:
- 2002. Psychofarmaca: vragen uit de praktijk 2002: een compilatie van praktische vragen van behandelaars en antwoorden uit de wetenschappelijke literatuur over het gebruik van psychofarmaca; Peter Moleman; Bureau Bêta (2003); ISBN 9072595270
- 2004. Lichaam en geest: één complex dynamisch systeem (inaugurale rede); Peter Moleman; Radboud Universiteit Nijmegen (2004); ISBN 9090187642
- 2007. Geneesmiddelen voor de geest: een praktische gids; Peter Moleman; Uitgeverij Nieuwezijds (2007); ISBN 9789057122163
- 2009. Praktische psychofarmacologie, vijfde herziene druk; Peter Moleman; Prelum Uitgevers (2009): ISBN 978 90 856 20570
- 2015. nu voortgezet als Moleman’s Praktische psychofarmacologie, onder redactie van dr. Paul Naarding en dr. Erna Beers, Prelum Uitgevers (2015): ISBN 978 90 856 21423.